# 卡尔星空航空
卡尔星空航空（Kalstar Aviation）是印度尼西亚的一家航空公司，目前在暂停营业整顿中。1993年12月，Andi Masyhur在三马林达创建“KAL星空旅游有限责任公司”（Kalstar Tour-Travel Co., Ltd）。

## 历史
2008年9月22日，Masyhur购买了卡尔星空航空的第一架飞机，是一架ATR 42。虽然基地设在三马林达，但是卡尔星空航空的业务是在南唐格朗的塞尔蓬（Serpong）开始的。在卡尔星空航空于三马林达进行首航之后，开通了从三马林达飞往打拉根和努努坎的航班。航空公司发展迅速，到2010年又增购了两架ATR 42。2013年，卡尔星空航空共运送旅客100万人次。
2017年9月30日开始，由于印尼交通部下发关于加强技术和财务管理的通知，卡尔星空航空停飞了他们所有的航线。

## 航点

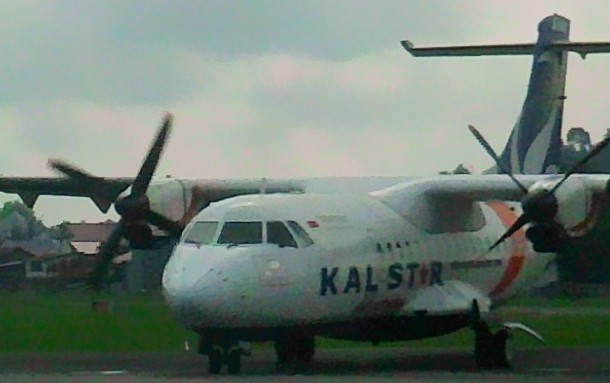
卡尔星空航空于沙馬林達的第一架ATR-42型飞机“KSE”

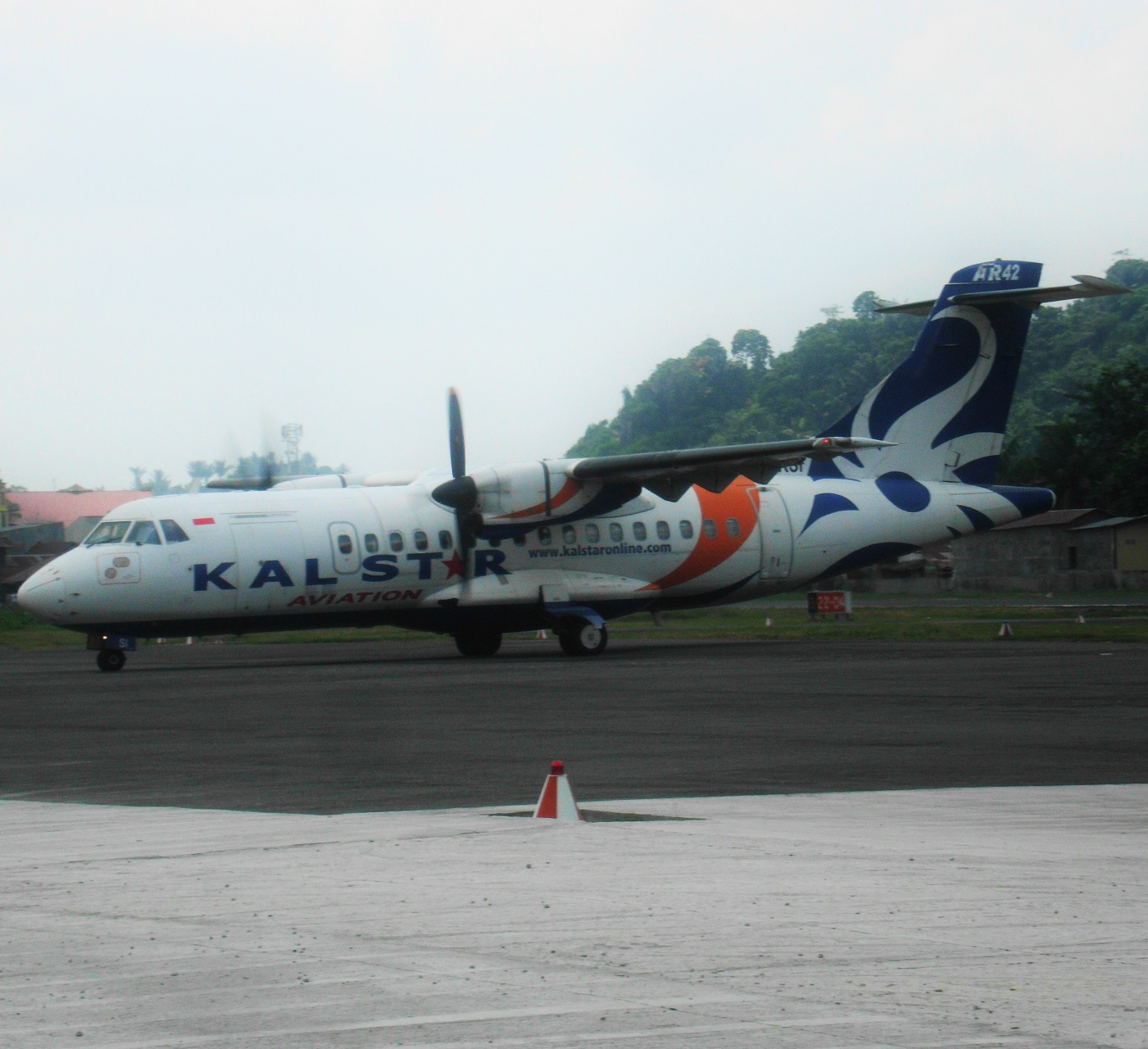
第二架ATR-42型飞机“KSI”

#### 爪哇岛
- 雅加达,  蘇加諾-哈達國際機場
- 萬隆,  侯賽因·薩斯特拉內加拉國際機場
- 泗水, 朱安达国际机场
- 三寶壟, 艾哈迈德·雅尼国际机场

#### 加里曼丹
- 巴厘巴板,  苏丹阿吉·穆罕默德·苏莱曼·瑟宾甘国际机场
- 馬辰, 沙姆斯丁·努尔国际机场
- 贝劳, 加里马劳机场
- 道房, 道房机场（英语：Ketapang Airport）
- 哥打巴鲁, 古斯蒂·沙姆希·阿朗机场（英语：Gusti Syamsir Alam Airport）
- 马利瑙, 罗伯特·阿蒂·贝辛机场（英语：Robert Atty Bessing Airport）
- 默拉克, 梅拉朗机场（英语：Melalan Airport）
- 奴奴干, 奴奴干机场（英语：Nunukan Airport）
- 庞卡兰布翁（英语：Pangkalan Bun）, 伊斯坎达尔机场
- 坤甸, 苏巴迪奥国际机场
- 普图西包（英语：Putussibau）, 庞苏马机场
- 沙馬林達, 特敏东机场（客运及货运）
- 桑皮特, 桑皮特机场（英语：Sampit Airport）
- 新釘縣, 新钉机场（英语：Sintang Airport）
- 丹戎施樂, 丹戎哈拉潘机场
- 打拉根, 朱瓦塔国际机场

#### 小巽他群岛
- 丹帕沙 伍拉·賴國際機場
- 毛梅雷 弗兰斯·泽维尔·塞达机场
- 古邦 埃尔·塔里国际机场
- 英德（英语：Ende, East Nusa Tenggara） 赫·哈桑·阿罗波斯曼机场

## 机队
截止2017年9月，卡尔星空航空共拥有以下飞机：

## 欧盟禁飞名单
由于其不符合所规定的安全标准，卡尔星空航空被禁止在欧盟领空飞行。

## 事故和事件
- 2015年12月21日，KD678航班一架E-195在执行英德到古邦的飞行任务时在古邦机场滑出跑道，没有造成人员伤亡[8][9]。

## 资料来源
1. ↑   (PDF). Kalstar Aviation.   [2015-09-02]. （原始内容 (PDF)存档于2015-09-21）.
2. ↑  .   [2015-04-28]. （原始内容存档于2015-11-17）.
3. ↑  . Aviasi.   [2015-09-17]. （原始内容存档于2015-11-17）.
4. ↑  Apfia Tioconny Billy. . 2017-09-30  [2017-11-09]. （原始内容存档于2019-12-19）.
5. ↑  . www.planespotters.net. Planespotters.net.   [2017-11-09]. （原始内容存档于2017-10-04）.
6. ↑   (PDF).   [2013-10-20]. （原始内容存档于2016-02-07）.
7. ↑   (PDF).   [2013-10-24]. （原始内容 (PDF)存档于2012-12-05）.
8. ↑  . avherald.com.
9. ↑  . 2013-12-21.